# Veikko Nekundi
Veikko Nekundi (* 24. November 1977 in Otshitutuma, Südwestafrika) ist ein namibischer Politiker der SWAPO und seit dem 22. März 2025 Minister für öffentliche Arbeiten und Verkehr im Kabinett Nandi-Ndaitwah.
Er ist seit 2015 Abgeordneter der Nationalversammlung. 

## Lebensweg
Nekundi erhielt 2013 seinen Master of Business Administration der University of Namibia (UNAM). Vier Jahre zuvor machte er seinen B. Tech. an der Polytech und 2008 seinen BBA ebenda. Zwischen 2005 und 2015 arbeitete Nekundi bei der Stadtverwaltung Windhoek im Bereich der Jugendentwicklung und Training. Von 2004 bis 2005 war er Verwalter der SWAPO Youth League. Er besetzte zudem verschiedene Positionen bei Brauereien und Milchbetrieben in Namibia.